# حمض هيدروكسي

أحماض هيدروكسي من النمط ألفا α- و بيتا β- و غاما γ-

أحماض هيدروكسي هي فئة من الأحماض الكربوكسيلية الحاوية على واحدة أو أكثر من مجموعات الهيدروكسيل في بنيتها الكيميائية. وحسب موقع مجموعة الهيدروكسيل OH- بالنسبة لمجموعة الهيدروكسيل يمكن الحصول على أنماط مختلفة من أحماض هيدروكسي:
- حمض ألفا-هيدروكسي: (التي يرمز لها اختصاراً AHA)، وترتبط فيه مجموعة الهيدروكسيل بالكربون المجاور لمجموعة الكربوكسيل.
- حمض بيتا-هيدروكسي: وترتبط فيه مجموعة الهيدروكسيل بالكربون الثاني التالي لكربون لمجموعة الكربوكسيل.
- حمض غاما-هيدروكسي (أو حمض جاما-هيدروكسي): وترتبط فيه مجموعة الهيدروكسيل بأي كربون في السلسلة الكربونية بخلاف الموقعين ألفا وبيتا.

## أحماض ألفا هيدروكسي
تعد أحماض ألفا هيدروكسي ذات أهمية في صناعة مستحضرات التجميل والعناية بالبشرة.
من أمثلتها:
- حمض التفاح (حمض الماليك)
- حمض الليمون
- حمض إيزوستريك (إيزو حمض الليمون)
- حمض الغليكوليك
- حمض اللوز
- حمض اللبن
- حمض الطرطريك

## أحماض بيتا هيدروكسي
من أمثلتها:
- بيتا-هيدروكسي حمض البوتيريك
- حمض الميفالونيك
- حمض الساليسيليك

## أحماض غاما هيدروكسي
- حمض الغاليك (حمض السنديان)
- حمض غاما-هيدروكسي البوتيريك
- 4-هيدروكسي حمض البنزويك

## روابط خارجية
- U.S. Food and Drug Administration: Alpha Hydroxy Acids in Cosmetics

## اقرأ أيضاً
- حمض كربوكسيلي